# Dirk Schwalm
Dirk Schwalm (* 29. Februar 1940 in Berlin-Wilmersdorf; † 14. Juli 2016 in Heidelberg) war ein deutscher Physiker und Hochschullehrer.

## Leben
Nach dem Abitur am Goethe-Gymnasium in Einbeck (1959) studierte Schwalm Physik an den Universitäten Tübingen (1959–1962) und Freiburg (1962–1966). Nach dem Diplom 1966 wechselte er an die Universität Heidelberg zu Bogdan Povh, wo er mit seiner Dissertation  Experimentelle Bestimmung von Übergangswahrscheinlichkeiten und statischen Quadrupolmomenten in 20Ne, 21Ne, 21Ne und 22Ne 1969 promoviert wurde und dann als wissenschaftlicher Assistent arbeitete. 1970 ging er mit einem Stipendium der Max Kade Foundation New York an das Brookhaven National Laboratory, wo er dann 1971–1972 als  Research Associate arbeitete. Dort untersuchte er die Reaktionsdynamik der Kerne durch Coulombanregung und Schwerionenstöße.
Nach seiner Rückkehr nach Heidelberg habilitierte Schwalm sich dort 1974 mit seiner Habilitationsschrift Coulombanregung von Kernen der sd-Schale. 1975 wurde er Wissenschaftlicher Rat und Professor der Universität Heidelberg und 1976 Privatdozent. 1976 wurde er zusätzlich Leitender Wissenschaftler der Gesellschaft für Schwerionenforschung (GSI) in Darmstadt. Er baute eine Forschungsgruppe auf und untersuchte die Kernstruktur mit kernspektroskopischen Experimenten am UNILAC-Beschleuniger.
1981 wurde Schwalm auf den Lehrstuhl für Experimentalphysik des Physikalischen Instituts der Universität Heidelberg berufen. Zusammen mit Volker Metag und Dietrich Habs gründete er eine Forschungsgruppe für Untersuchungen mit dem neuen Kristallkugel-Spektrometer im Heidelberger Max-Planck-Institut für Kernphysik (MPIK). Er trug wesentlich zum Aufbau der Ionenspeicherringe TSR am MPIK und ESR am GSI bei.
1993 wurde Schwalm Wissenschaftliches Mitglied der Max-Planck-Gesellschaft und Direktor am MPIK. Am CERN arbeitete er im REX-ISOLDE-Projekt mit. Er sorgte für eine enge Verzahnung des MPIK mit der Fakultät für Physik und Astronomie der Heidelberg Universität, deren Ehrenmitglied er 1993 wurde. 1994 wurde er Vorsitzender des Stipendienkomitees der Minerva Stiftung. 2005 wurde er emeritiert.
2006 wurde Schwalm Joseph Meyerhof Visiting Professor des Weizmann-Instituts in Rechovot.